# لادا فيستا
لادا فيستا (الروسية: Лада Веста) هي سيارة مدمجة من صناعة أوتوفاز في روسيا. قُدمت في أغسطس 2014 خلال صالون موسكو الدولي للسيارات، وهي من تصميم ستيف ماتن. أنتجت السيارة بشكل ضخم في 25 سبتمبر 2015 في مدينة إيجيفسك.